# Евжозеро (озеро, южное)
Евжозеро — озеро на территории Ругозерского сельского поселения Муезерского района Республики Карелии.

## Общие сведения
Площадь озера — 10,2 км², площадь водосборного бассейна — 257 км². Располагается на высоте 141,4 метров над уровнем моря.
Форма озера продолговатая: оно вытянуто с северо-запада на юго-восток. Берега изрезанные, каменисто-песчаные, местами заболоченные.
В озеро впадает река Койву, которая вытекает из него уже под названием Пяльга. В нижнем течении Пяльга снова меняет своё название на Рокжозеро и впадает в реку Онду, втекающую в свою очередь в Нижний Выг.
В озере около двух десятков безымянных островов различной площади, однако их количество может варьироваться в зависимости от уровня воды.
Код объекта в государственном водном реестре — 02020001311102000008173.